# Prix Oscar Mathisen

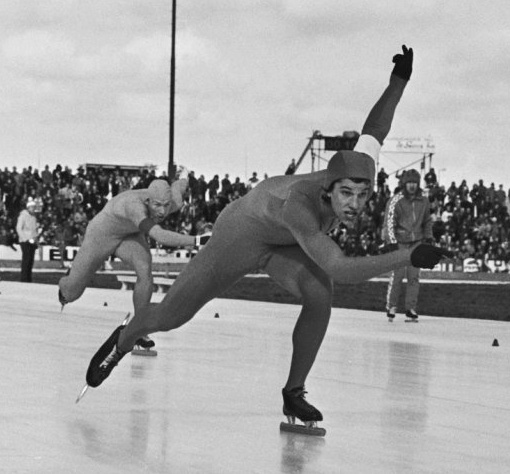
Eric Heiden en 1977, lorsqu'il a remporté le premier de ses quatre prix Oscar Mathisen.

Le prix Oscar Mathisen (en norvégien : Oscar-statuetten) est un prix attribué chaque année à la meilleure performance de la saison de patinage de vitesse. Il est remis par l'Oslo Skoiteklubb (un club de patinage d'Oslo) depuis 1959 et a été nommé en l'honneur d'Oscar Mathisen.
Chez les hommes le patineur le plus récompensé est l'Américain Eric Heiden avec quatre prix consécutifs entre 1977 et 1980.
Chez les femmes la patineuse la plus récompensée est l'Allemande Gunda Niemann avec trois prix consécutifs entre 1995 et 1997.

## Palmarès
| Année | Vainqueur          | Nationalité      |
| ----- | ------------------ | ---------------- |
| 1959  | Knut Johannesen    | Norvège          |
| 1960  | Boris Stenin       | Union soviétique |
| 1961  | Henk van der Grift | Pays-Bas         |
| 1962  | Jonny Nilsson      | Suède            |
| 1963  | Nils Aaness        | Norvège          |
| 1964  | Ants Antson        | Union soviétique |
| 1965  | Per Ivar Moe       | Norvège          |
| 1966  | Kees Verkerk       | Pays-Bas         |
| 1967  | Kees Verkerk       | Pays-Bas         |
| 1968  | Fred Anton Maier   | Norvège          |
| 1969  | Dag Fornæss        | Norvège          |
| 1970  | Ard Schenk         | Pays-Bas         |
| 1971  | Ard Schenk         | Pays-Bas         |
| 1972  | Ard Schenk         | Pays-Bas         |
| 1973  | Göran Claeson      | Suède            |
| 1974  | Sten Stensen       | Norvège          |
| 1975  | Yevgeny Kulikov    | Union soviétique |
| 1976  | Sten Stensen       | Norvège          |
| 1977  | Eric Heiden        | États-Unis       |
| 1978  | Eric Heiden        | États-Unis       |
| 1979  | Eric Heiden        | États-Unis       |
| 1980  | Eric Heiden        | États-Unis       |
| 1981  | Amund Sjøbrend     | Norvège          |
| 1982  | Tomas Gustafson    | Suède            |
| 1983  | Rolf Falk-Larssen  | Norvège          |
| 1984  | Gaétan Boucher     | Canada           |
| 1985  | Hein Vergeer       | Pays-Bas         |
| 1986  | Geir Karlstad      | Norvège          |
| 1987  | Nikolay Gulyayev   | Union soviétique |
| 1988  | Tomas Gustafson    | Suède            |
| 1989  | Leo Visser         | Pays-Bas         |
| 1990  | Johann Olav Koss   | Norvège          |
| 1991  | Johann Olav Koss   | Norvège          |
| 1992  | Bonnie Blair       | États-Unis       |
| 1993  | Falko Zandstra     | Pays-Bas         |
| 1994  | Johann Olav Koss   | Norvège          |
| 1995  | Gunda Niemann      | Allemagne        |
| 1996  | Gunda Niemann      | Allemagne        |
| 1997  | Gunda Niemann      | Allemagne        |
| 1998  | Ådne Søndrål       | Norvège          |
| 1999  | Rintje Ritsma      | Pays-Bas         |
| 2000  | Gianni Romme       | Pays-Bas         |
| 2001  | Hiroyasu Shimizu   | Japon            |
| 2002  | Jochem Uytdehaage  | Pays-Bas         |
| 2003  | Anni Friesinger    | Allemagne        |
| 2004  | Chad Hedrick       | États-Unis       |
| 2005  | Shani Davis        | États-Unis       |
| 2006  | Cindy Klassen      | Canada           |
| 2007  | Sven Kramer        | Pays-Bas         |
| 2008  | Jeremy Wotherspoon | Canada           |
| 2009  | Shani Davis        | États-Unis       |
| 2010  | Martina Sáblíková  | Tchéquie         |
| 2011  | Bob de Jong        | Pays-Bas         |
| 2012  | Christine Nesbitt  | Canada           |
| 2013  | Ireen Wüst         | Pays-Bas         |
| 2014  | Jorrit Bergsma     | Pays-Bas         |
| 2015  | Brittany Bowe      | États-Unis       |
| 2016  | Ted-Jan Bloemen    | Canada           |
| 2017  | Sven Kramer        | Pays-Bas         |
| 2018  | Håvard Lorentzen   | Norvège          |
| 2019  | Kjeld Nuis         | Pays-Bas         |
| 2020  | Natalia Voronina   | Russie           |
| 2021  | Nils van der Poel  | Suède            |
| 2022  | Nils van der Poel  | Suède            |
| 2023  | Jordan Stolz       | États-Unis       |
| 2024  | Jordan Stolz       | États-Unis       |